# Шилолистни
Шилолистни (Isoetaceae) е семейство, включващо живи водни растения (Полушник) и сравними изчезнали тревисти ликопсиди (Tomiostrobus). 
В семейството е признат само един род.